# Kurt Hirschfeld (Ingenieur)
Kurt Hirschfeld (* 26. Oktober 1902 in Groß Ottersleben; † 28. September 1994 in Aachen) war ein deutscher Bauingenieur.

## Leben
Hirschfeld ging in Magdeburg zur Schule. Er studierte Bauingenieurwesen in Berlin und wurde dort 1941 promoviert (Über den Wärmeausgleich in planparallelen Betonplatten unter besonderer Berücksichtigung der durch die Abbindewärme ausgelösten Temperaturschwankungen). Im selben Jahr wurde er Geschäftsführer der deutschen Talsperrenforschungsgesellschaft in Berlin, was er bis 1945 blieb. Von 1944 bis 1945 war Hirschfeld Dozent für Sondergebiete des Stahlbaus an der TH Berlin. Dort war er außerdem von 1939 bis 1945 Oberingenieur unter den Professoren Friedrich Tölke und Franz Dischinger. Von 1948 bis zur Emeritierung im Jahr 1971 war Hirschfeld ordentlicher Professor für Baustatik und Massivbau an der RWTH Aachen.

## Schriften
- Spannungsoptische Untersuchung einer Dreigelenkbogenscheibe, Opladen, Westdeutscher Verlag, 1953
- Die Temperaturverteilung im Beton, Springer 1948
- Lehrbuch der Baustatik: Theorie und Beispiel, Springer 1959, Reprint in der Reihe Klassiker der Technik 2006
- mit K. H. Laerhmann (Hrsg.): Konstruktiver Ingenieurbau: Beiträge zur Berechnung, Konstruktion und Ausführung, Werner-Verlag, Düsseldorf 1967 (mit kurzer Biografie)